# Vorenus și Pullo
Lucius Vorenus și Titus Pullo au fost doi centurioni romani din legiunea XI Claudia care au luptat sub comanda lui Cezar în Războaiele Galice, fiind de asemenea menționați și în opera lui Cezar în care relata cucerirea Galiei, Commentarii de Bello Gallico. Cu toate că nu foarte multe se știe despre viețile lor, cei doi au devenit faimoși după ce au fost folosiți drept protagoniști în serialul HBO Roma.